# East Halton
East Halton is een civil parish in het bestuurlijke gebied North Lincolnshire, in het Engelse graafschap Lincolnshire met 626 inwoners.